# 乔金·诺阿
乔金·西蒙·诺阿（法語：Joakim Simon Noah，1985年2月25日—），暱稱：法國舒淇，美国职业篮球运动员，目前退休，司职大前锋和中锋。擁有美國、瑞典和法國的公民身份。大學時效力於佛羅里達大學，並曾在2006年和2007年贏得了NCAA冠軍。諾亞曾兩次入選NBA全明星賽，並在2014年入選NBA年度第一隊 ，當時還被選為NBA最佳防守球員 。

## 背景
父亲是著名网球球手雅尼克·诺阿，曾夺得过1983年的法国网球公开赛的冠军，有着一半法国血统一半喀麦隆血统（祖父扎卡里·诺阿是喀麦隆足球运动员，1950年代的法甲名宿），母亲是1978年瑞典小姐以及环球小姐亚军。父母此后离异。母亲独自将小诺阿抚养成人，自小在美国纽约长大，拥有瑞典、法國和美国的三国籍。

## 佛罗里达大学时期
进了大学之后篮球水准突飞猛进，给人印象最为深刻的自然是他在场上疯狂的打法和张扬的性格，在盖帽、篮板、抢断、补防、身体接触和抢地板球方面都有很突出的展示，打球很有激情。2006年NCAA锦标赛四强战（Final Four）的表现最杰出球员，不过在赢得2006年冠军后出人意料地拒绝参加选秀小年的2006年NBA选秀，继续留在大学尋求二連霸，领衔佛罗里达大学在2006年和2007年蝉联NCAA总冠軍，在NCAA期间，诺阿有着非常出色的阅读比赛和传球能力，担任球队进攻中枢和发动机。

## NBA生涯

### 早前生涯
在2007年6月28日，2007年NBA选秀中被芝加哥公牛在第一轮第9顺位选中。諾亞與他佛羅里達大學的隊友，科里·布魯爾及埃爾·霍弗德一同參與這次選秀，霍弗德於第一輪第3順位被亞特蘭大老鷹選中，布魯爾於第一輪第7順位被明尼蘇達灰狼選中。因踝關節扭傷，諾亞缺席了前3場比賽，終於在2007年11月6號，諾亞首次亮相，他得到了2分以及4個籃板，最後，他以平均6.7分及7.6個籃板結束2008～2009賽季。
諾亞成名的一場比賽，於2009年季後賽東區第一輪第6場比賽，公牛隊對上波士頓塞爾提克，在第3次延長賽，雙方123-123平手，在最後幾分鐘，諾亞從保羅·皮爾斯手中抄球並運球過場灌籃得分，且造成Paul Pierce第6次犯規。最後公牛以128:127獲勝。但最後公牛仍輸掉第7場比賽。

### 2009-10賽季
2009-10賽季，諾阿場均得到10.7分和11.0個籃板。由於傷病，他只打了64場比賽。公牛隊以東部第8種子進入季後賽。首輪比賽中，諾阿場均得到14.8分13.0個籃板，但公牛隊5場不敵克利夫蘭騎士隊而結束球季。

### 2010-11賽季
於2010年10月4號，諾亞與公牛隊簽訂5年6000萬的合約，2010年12月15日,公牛隊宣布諾亞因韌帶受傷，將接受手術並休息8至10週。諾亞在受傷之前的24場比賽場均14分和11.7籃板的成績。他在2月23日回到了場上並在24分鐘內得到了7分與16個籃板，他在例行賽第74~76場被放入未出賽名單。

### 2011-12賽季
2012年2月22日諾亞拿下13分、13籃板及10助攻，達成了生涯第一個大三元，助公牛擊敗密爾瓦基公鹿隊，這是自1977年阿蒂斯吉爾摩以來公牛中鋒再次拿到三雙。

### 2012-13賽季
2012年12月7日，諾阿在對陣底特律活塞隊的比賽中拿下了職業生涯最高的30分和23個籃板。2012年12月18日，公牛以100-89擊敗波士頓塞爾提克隊，他拿下生涯的第二個三雙，得到11分、13個籃板和平生涯最高的10次助攻。2013年1月24日，諾阿與隊友羅爾鄧一起被入選為2013年明星賽的替補。成為公牛隊阿蒂斯吉爾摩自1982年以來入選的中鋒。他在比賽中出場16分鐘，得到8分和10個籃板。2013年2月28日，諾阿在公牛93-82戰勝費城76人隊的比賽中，砍下23分21籃板11次火鍋，拿到職業生涯第三個三雙。諾阿追平由吉爾摩於1977年12月20日創下的蓋帽記錄，並與哈基姆·奧拉朱旺、卡里姆·阿卜都·賈巴爾、肖恩·布拉德利、沙奎爾·奧尼爾和埃爾文·海耶斯成為記錄蓋帽以來，球員在得分、籃板和蓋帽方面取得了20-20-10的三雙，而且是唯一投籃命中率達65%的球員。

### 2013-14賽季
從2013年12月28日到2014年2月1日，諾阿創下連續18場抓下10個以上籃板的紀錄，在此期間場均13.9個籃板。這種紀錄直到2014年2月4日對陣沙加緬度國王隊的比賽告終，因為一次有爭議的判決，諾阿大發雷霆，辱罵裁判，導致驅逐出場，賽後聯盟對他開出15,000美元的罰單。2014年1月30日，喬金·諾阿職業生涯第二次入選2014年NBA全明星賽的替補。他在比賽中出場包括整個第四節在內的21分鐘，得到8分、5個籃板和5次助攻，幫助東區以163-155獲勝。2014年2月11日，諾阿在公牛100-85擊敗亞特蘭大老鷹隊的比賽中以19分、16個籃板和11次助攻，取得了他職業生涯的第四個三雙。2014年2月19日，諾亞在客場以94-92戰勝多倫多暴龍隊的比賽中貢獻了13次助攻。成為自2005-06賽季國王隊的布拉德·米勒以來第一個單賽季3場比賽助攻數超過10次的中鋒，也是自1996年4月弗拉德·迪瓦茨以來唯一單場13次助攻的中鋒。2014年3月2日，公牛以109-90擊敗紐約尼克斯隊，以13分、12個籃板和14次助攻的成績取得了他職業生涯的第五個三雙。諾阿的14次助攻是公牛隊中鋒歷史最多的，也是自1986年以來NBA中鋒最多的一次。三天後，球隊以105-94擊敗底特律活塞隊的比賽中，諾阿以10分、11個籃板和11次助攻的成績再次獲得三雙。喬金姆在3月份完成了120次助攻，這是自威爾特·張伯倫在1968年3月155次助攻以來NBA中鋒的最高助攻。2014年4月9日，諾阿在客場以102-87戰勝明尼蘇達森林狼隊的比賽中得到15分、13個籃板和10次助攻，這是他本賽季的第四個三雙。2014年4月21日，諾阿獲得NBA年度最佳防守球員獎，他是繼1987-88賽季邁克爾喬丹之後第二位獲得該獎項的公牛球員，他還成為第一位獲得該獎項的法國人，第四位獲得該獎項的國際球員，以及第二位獲得該獎項的歐洲球員。公牛以第四種子殺入季後賽，但是就在首轮，少了德里克·罗斯的公牛隊，再加上諾亞因為膝傷影響橫移速度，以1-4慘敗给重返季后赛的巫師隊。

### 2014-15賽季
2015 年 1 月 27 日，公牛在加時賽以 113-111戰勝金州勇士隊，諾亞在比賽中打出本季最佳表現，得到18分和15個籃板。這季諾亞繳出7.2分、9.6籃板、4.7助攻、0.7抄截、1.1火鍋的成績。

### 2015-16賽季
諾阿在2015年季前賽中失去了先發位置讓給尼古拉米羅蒂奇，在2015-16賽季的連續23 場中以替補出場。在12月18日四次加時輸給底特律活塞隊之後，首發中鋒保羅加索爾沒有前往紐約參加公牛隊於12月19日對陣尼克隊的比賽。 在他缺席的情況下，諾阿在本賽季的第一場比賽中首發，隨後拿下了賽季最高的21分。他還在比賽中搶下10個籃板，其中6個是進攻籃板，從而成為公牛隊進攻籃板的職業生涯領先者，超過了霍勒斯格蘭特(1,888)。12月23日，他因左肩輕微撕裂而被缺陣兩到四個星期，這是他在12 月21日對陣布魯克林籃網隊的比賽中受傷。在因傷缺席連續9場比賽后，他在1月11日重返賽場，在輸給華盛頓巫師隊的比賽中得到 9 個籃板和4次助攻。1月14日，他完成了本賽季的第二次先發，頂替了受傷的加索爾。在加時賽以115-111戰勝費城76人隊的比賽中，他上場38分鐘，得到6分、16個籃板、8次助攻、2次搶斷和1次蓋帽。在次日下一場比賽中，諾阿在對陣達拉斯小牛隊的比賽中左肩再次受傷。在確定他需要手術來穩定他的左肩後，他隨後被宣布缺陣四到六個月的時間，球季結束後，成為自由球員。

### 2016-17賽季
纽约尼克斯於30日傳出將以4年7200萬美元与諾亞签约，當時是一個有問題的舉動，因為後者在公牛因傷打打停停，不應該給他這樣的合約，後來也被證實為爛約之一。2017年2月27日，他接受了左膝關節鏡的手術，隨後缺陣了至少三到四個星期。2017年3月25日，諾阿因違反聯盟禁藥政策被禁賽20場。諾阿自2月4日以來沒有出賽，最後因左膝受傷而缺席尼克隊本賽季的最後10場比賽。缺賽持續到17-18賽季的前10場比賽。2017年4月12日，諾亞進行左肩撕裂手術，需要四到六個月才能康復。

### 2017-18賽季
2017年11月27日，尼克隊啟用了諾阿，給了他自2月以來的第一次上場時間。諾阿於尼克對陣波特蘭拓荒者的第二節比賽中亮相，3分鐘的上場時間，這是他唯一一次出手嘗試並搶下籃板。兩天後，他被下放到G聯盟的威徹斯特尼克隊進行了為期一天的比賽，當晚在威徹斯特隊輸給了緬因州紅爪隊。2018年1月，諾阿在與總教練傑夫·霍納塞克發生激烈的口角後，被尼克隊移出名單。諾阿在2017-18賽季僅參加了7場比賽，場均上場時間更是只有5.7分鐘，薪資卻高達1800萬美金，球隊沉重的燙手山芋。2018年10月13日，尼克隊釋出諾阿，諾阿的合同還剩3780萬美元，尼克要諾阿放棄剩餘合約，但他不願意少領錢，最後用延伸條款，其中2018-19賽季的1853萬美元一次性付清，剩下延伸支付，所以到2021-22賽季，諾阿仍會從尼克斯得到643萬美元的薪水。

### 2018-19賽季
2018年12月4日，諾阿與曼菲斯灰熊隊簽約至本賽季結束。2019年2月9日，他在灰熊99-90擊敗新奧爾良鵜鶘的比賽中得到本季最高的19分和14個籃板。2019年2月22日，他在輸給洛杉磯快艇隊的比賽中得到22分(12次罰球)和11個籃板。

### 2020-21賽季
2020年3月9日，诺亚与洛杉矶快船队签订了一份为期10天的合同，并在6月28日签订了一份多年期合同。在2020年12月初，诺亚被快船队釋出。
2021年3月，诺亚宣布退役。

## NBA生涯數據

### NBA常规賽數據統計
| 賽季    | 球隊       | 出賽 | 先發 | 平均上場時間(分鐘) | 投籃命中率(%) | 三分球命中率(%) | 罰球命中率(%) | 平均籃板 | 平均助攻 | 平均抄截 | 平均阻攻 | 平均得分 |
| ------- | ---------- | ---- | ---- | ------------------ | ------------- | --------------- | ------------- | -------- | -------- | -------- | -------- | -------- |
| 2007–08 | 芝加哥公牛 | 74   | 31   | 20.7               | 48.2          | 0.0             | 69.1          | 5.6      | 1.1      | 0.9      | 0.9      | 6.6      |
| 2008–09 | 芝加哥公牛 | 80   | 55   | 24.2               | 55.6          | 0.0             | 67.6          | 7.6      | 1.3      | 0.6      | 1.4      | 6.7      |
| 2009–10 | 芝加哥公牛 | 64   | 54   | 30.1               | 50.4          | 0.0             | 74.4          | 11.0     | 2.1      | 0.5      | 1.6      | 10.7     |
| 2010–11 | 芝加哥公牛 | 48   | 48   | 32.8               | 52.5          | 0.0             | 76.4          | 10.4     | 2.2      | 1.0      | 1.5      | 11.7     |
| 2011–12 | 芝加哥公牛 | 64   | 64   | 30.4               | 50.8          | 0.0             | 74.8          | 9.8      | 2.5      | 0.6      | 1.4      | 10.2     |
| 2012–13 | 芝加哥公牛 | 66   | 64   | 36.8               | 48.1          | 0.0             | 75.1          | 11.1     | 4.0      | 1.2      | 2.1      | 11.9     |
| 2013–14 | 芝加哥公牛 | 80   | 80   | 35.3               | 47.5          | 0.0             | 73.7          | 11.3     | 5.4      | 1.2      | 1.5      | 12.6     |
| 2014–15 | 芝加哥公牛 | 67   | 67   | 30.6               | 44.5          | 0.0             | 60.3          | 9.6      | 4.7      | 0.7      | 1.1      | 7.2      |
| 2015–16 | 芝加哥公牛 | 29   | 2    | 21.9               | 38.3          | 0.0             | 48.9          | 8.8      | 3.8      | 0.6      | 1.0      | 4.3      |
| 2016–17 | 纽约尼克斯 | 46   | 46   | 22.1               | 49.5          | 0.0             | 43.6          | 8.7      | 2.2      | 0.6      | 0.8      | 5.0      |
| 2017–18 | 纽约尼克斯 | 7    | 0    | 5.7                | 50.0          | 0.0             | 50.0          | 2.0      | .6       | 0.3      | 0.3      | 1.7      |
| 2018–19 | 曼菲斯灰熊 | 37   | 1    | 16.1               | 50.3          | 0.0             | 71.6          | 5.5      | 2.1      | 0.5      | 0.8      | 6.7      |
| 生涯    | 生涯       | 662  | 512  | 27.9               | 49.1          | 0.0             | 69.9          | 9.1      | 2.9      | 0.8      | 1.3      | 8.8      |
| 明星賽  | 明星賽     | 2    | 0    | 18.5               | 66.7          | 0.0             | 0.0           | 7.5      | 4.0      | 0.5      | 0.5      | 8.0      |

### NBA季後賽數據統計
| 賽季 | 球隊       | 出賽 | 先發 | 平均上場時間(分鐘) | 投籃命中率(%) | 三分球命中率(%) | 罰球命中率(%) | 平均籃板 | 平均助攻 | 平均抄截 | 平均阻攻 | 平均得分 |
| ---- | ---------- | ---- | ---- | ------------------ | ------------- | --------------- | ------------- | -------- | -------- | -------- | -------- | -------- |
| 2009 | 芝加哥公牛 | 7    | 7    | 38.7               | 51.0          | 0.0             | 76.0          | 13.1     | 2.3      | 0.9      | 2.1      | 10.1     |
| 2010 | 芝加哥公牛 | 5    | 5    | 36.6               | 52.8          | 0.0             | 94.7          | 13.0     | 2.6      | 1.8      | 1.4      | 14.8     |
| 2011 | 芝加哥公牛 | 16   | 16   | 33.1               | 41.1          | 0.0             | 72.5          | 10.2     | 2.5      | 1.0      | 2.1      | 8.7      |
| 2012 | 芝加哥公牛 | 3    | 3    | 33.0               | 73.1          | 0.0             | 63.6          | 9.3      | 3.0      | 0.7      | 1.3      | 15.0     |
| 2013 | 芝加哥公牛 | 12   | 12   | 34.1               | 43.7          | 0.0             | 64.1          | 9.6      | 2.3      | 0.8      | 2.2      | 10.8     |
| 2014 | 芝加哥公牛 | 5    | 5    | 42.0               | 51.2          | 0.0             | 58.8          | 12.8     | 4.6      | 0.8      | 1.4      | 10.4     |
| 2015 | 芝加哥公牛 | 12   | 12   | 32.9               | 40.8          | 0.0             | 65.0          | 11.0     | 3.2      | 0.8      | 1.2      | 5.8      |
| 生涯 | 生涯       | 60   | 60   | 35.0               | 46.5          | 0.0             | 67.6          | 11.0     | 2.8      | 1.0      | 1.8      | 9.7      |

## 國際表現
諾亞選擇加入法國國家男子籃球隊，雖然他也可以選擇美國或瑞典國家隊。他說：「The French National team is definitely something that has been in my dreams for a while（加入法國國家隊一直是我的夢想）」。他在2007年4月11日成為法國公民，並可以說著流利的法語。
諾亞的法國國家隊處女秀在2011年8月9日對上西班牙隊的友誼賽，他得到了6分與3籃板。隨後他也參加了2011年歐洲籃球錦標賽。
因為在2012NBA季後賽受到嚴重的腳踝傷勢，所以他並沒有參加2012倫敦奧運，他說：「我需要更多時間及復健在我準備上場前」。